# John Edwards (baloncestista)
John Edwards (Warren, Ohio, 31 de julio de 1981) es un jugador de baloncesto estadounidense que jugó dos temporadas en la NBA. Con 2,11 metros de estatura, jugaba en la posición de pívot.

## Trayectoria deportiva

### Universidad
Jugó durante cuatro temporadas con los Golden Flashes de la Universidad Estatal de Kent, en las que promedió 6,3 puntos y 3,4 rebotes por partido. En su última temporada fue incluido en el mejor quinteto de la Mid-American Conference tras liderar la misma en tapones, con 2,7 por partido, así como su grupo de conferencia en puntos y rebotes.

### Profesional
Tras no ser elegido en el Draft de la NBA de 2004, fichó por los Indiana Pacers como agente libre por una temporada, en la que promedió 1,2 puntos por partido.
Al año siguiente fue trspasado junto con Al Harrington a cambio de una primera ronda del daft de 2007 a los Atlanta Hawks. Allí jugó una temporada como suplente de Zaza Pachulia, promediando 1,8 puntos y 1,2 rebotes por partido. Las temporadas siguientes las jugó en diversos equipos de la NBA D-League con pequeñas incursiones en el baloncesto europeo, jugando con el SK Cherkasy Monkeys de la Superliga de Ucrania y con el Kolossos Rodou BC de la liga griega. En 2010 jugó con los Indios de Mayagüez de Puerto Rico, al año siguiente con el Turów Zgorzelec de la liga polaca y desde 2012 juega en el BC Tsmoki-Minsk bielorruso, con los que en la última temporada promedió 3,0 puntos y 2,7 rebotes en la VTB United League.

## Estadísticas de su carrera en la NBA

### Temporada regular
| Temporada | Edad | Equipo         | Liga | Pos. | P  | TIT | MIN | TC  | TCA | %TC  | 3P  | 3PA | %3P | TL  | TLA | %TL  | R.OF. | R.DEF. | REB | ASIS | ROB | TAP | PER | FP  | PTS |
| 2004-05   | 23   | Indiana Pacers | NBA  | C    | 25 | 1   | 5.6 | 0.4 | 1.2 | .367 | 0.0 | 0.0 |     | 0.3 | 0.6 | .500 | 0.3   | 0.4    | 0.8 | 0.1  | 0.1 | 0.2 | 0.3 | 0.5 | 1.2 |
| 2005-06   | 24   | Atlanta Hawks  | NBA  | C    | 40 | 4   | 7.4 | 0.8 | 1.6 | .484 | 0.0 | 0.0 |     | 0.2 | 0.3 | .727 | 0.5   | 0.8    | 1.2 | 0.1  | 0.1 | 0.4 | 0.3 | 1.9 | 1.8 |
| Total     |      |                | NBA  |      | 65 | 5   | 6.7 | 0.6 | 1.4 | .447 | 0.0 | 0.0 |     | 0.2 | 0.4 | .600 | 0.4   | 0.6    | 1.0 | 0.1  | 0.1 | 0.3 | 0.3 | 1.4 | 1.5 |